# 內布拉斯加州議會大廈
內布拉斯加州議會大廈（Nebraska State Capitol）是美國內布拉斯加州議會的開會地點和內布拉斯加州州長辦公地點，位於內布拉斯加州首府林肯。內布拉斯加州議會大廈修建於1970年至1976年。

## 外部連結
- Nebraska State Capitol site （页面存档备份，存于）
- Interactive tour of Nebraska State Capitol （页面存档备份，存于）